# Physogaleus
Physogaleus és un gènere de tauró carcariniforme extint que visqué entre l'Eocè i el Miocè.

## Taxonomia
- Physogaleus aduncus (Agassiz, 1843) †
- Physogaleus americanus (Case, 1994) †
- Physogaleus aralensis †
- Physogaleus cappetti (Koslov) †
- Physogaleus latecuspidatus (Müller, 1999) †
- Physogaleus latus (Storms, 1894) †
- Physogaleus rosehillensis (Case & Borodin, 2000) †
- Physogaleus secundus (Winkler, 1974) †
- Physogaleus springeri †
- Physogaleus tertius (Winkler, 1874) †